# Nasobelba hauseri
Nasobelba hauseri är en kvalsterart som beskrevs av Sandór Mahunka 2005. Nasobelba hauseri ingår i släktet Nasobelba och familjen Suctobelbidae. Inga underarter finns listade i Catalogue of Life.